# Liên kết ion

Các nguyên tử natri và fluor trải qua phản ứng oxy hóa khử để tạo thành ion natri và ion fluor. Natri mất một electron lớp ngoài cùng để tạo cho nó một cấu hình electron ổn định và electron này đi vào nguyên tử fluor tỏa nhiệt. Các ion tích điện trái dấu – thường là rất nhiều trong số chúng – sau đó bị hút vào nhau để tạo thành natri fluoride rắn.

Liên kết ion trong muối ăn NaCl.

Liên kết ion, hay liên kết điện tích, là một loại liên kết hóa học bao gồm lực hút tĩnh điện giữa các ion tích điện trái dấu hoặc giữa hai nguyên tử có độ âm điện khác nhau rõ rệt. Đây là tương tác chính xảy ra trong các hợp chất ion, và là một trong những loại liên kết chính, cùng với liên kết cộng hóa trị và liên kết kim loại. Ion là nguyên tử (hoặc nhóm nguyên tử) mang điện tích tĩnh điện. Các nguyên tử nhận thêm electron tạo ra các ion mang điện tích âm (gọi là anion). Các nguyên tử cho đi electron tạo thành các ion mang điện tích dương (gọi là cation).

## Tính chất của hợp chất ion
- Các hợp chất ion có nhiệt độ nóng chảy và nhiệt độ sôi cao do liên kết ion tương đối bền vững.
- Dẫn điện ở trạng thái nóng chảy và khi tan trong dung dịch, ở trạng thái rắn thường không dẫn điện.
- Cứng và dễ vỡ.
- Hình thành tinh thể, có dạng rắn.
- Tinh thể ion thường không màu.[cần dẫn nguồn]